# Pocrane
Pocrane là một đô thị thuộc bang Minas Gerais, Brasil. Đô thị này có diện tích 691,475 km², dân số năm 2007 là 8769 người, mật độ 12,8 người/km².